# Múscul auricular posterior
El múscul auricular posterior (musculus auricularis posterior), un dels tres músculs auriculars, està ubicat en la vora posterior del pavelló auricular i permet la mobilitat de l'orella cap endavant en animals que orienten l'oïda cap als sons. És un petit múscul format per dues o tres fibres aponeuròtiques que s'insereixen sobre la vora posterior de l'apòfisi mastoide de l'os temporal. Les fibres convergeixen després en un tendó pla fins a fixar-se en la part posterior del pavelló auricular, prop de la conca.

## Acció

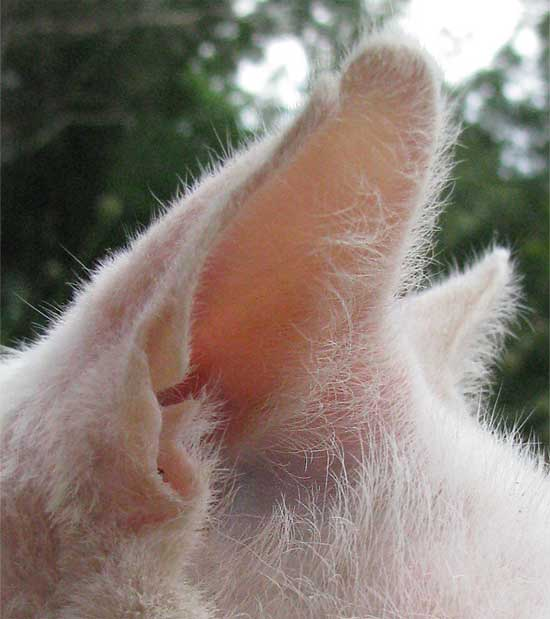
Mobilitat de les orelles d'un gat

En la majoria dels animals, el múscul auricular posterior té un paper important en les expressions facials i també dins del comportament social, ja que permet la mobilitat cap enrere i el replegament de l'orella i, fonamentalment, per modificar la posició en la direcció del so que atreu l'atenció.
En canvi, en l'home, tot el que pot fer és moure lleugerament l'orella, la major part de les vegades sense una direcció fixa. En general, no és un múscul que respon a estímuls voluntaris.

## Innervació
La innervació de l'auricular posterior és responsabilitat de les fibres motores de la branca posterior d'aquest mateix nom que prové del nervi auricular que és una de les branques temporals del nervi facial.